# Golfo de Squillace
El golfo de Squillace (en italiano: golfo di Squillace; anteriormente: Scylleticus Sinus o Scyllaceus Sinus en latín y Σκυλλητικὸς κόλπος en griego) es un pequeño golfo situado en la costa italiana del mar Jónico, en la región de Calabria. Se extiende desde la isla Capo Rizzuto hasta punta Stilo, por las provincias de Crotona, Catanzaro y Reggio Calabria. Su nombre actual es el de la principal ciudad situada en sus aguas, Squillace.